# オーシャン・パークウェイ駅
オーシャン・パークウェイ駅（英語: Ocean Parkway）はニューヨーク市地下鉄BMTブライトン線の駅である。ブルックリン区ブライトン・ビーチのオーシャン・パークウェイとウエスト・ブライトン・アベニューの交差点に位置し、Q系統が終日停車する。

## 歴史
駅は1917年4月22日に開業し、当初はブライトン線ブライトン・ビーチ駅まで運転されていたシャトル列車が区間延長する形で乗り入れていた。
1919年には隣駅のコニー・アイランド-西8丁目駅（現：西8丁目-ニューヨーク水族館駅）が開業、上下2層の駅で当駅からの急行線が上層階に、緩行線がINDカルバー線との共用という形で下層階に入りブライトン線内の全ての列車がコニー・アイランド-スティルウェル・アベニュー駅まで乗り入れるようになった。
1954年の運行形態の整理により、ブライトン線緩行列車の下層階乗り入れと急行列車のブライトン・ビーチ駅以南への運転が終了した。この結果当駅 - 西8丁目-ニューヨーク水族館駅間の緩行線は廃止され、緩行列車は駅南側で急行線に転線し上層階へと向かうようになった。

## 駅構造
| P ホーム階 | 南行緩行線                                 | ← コニー・アイランド-スティルウェル・アベニュー駅行き（西8丁目-ニューヨーク水族館駅） |
| P ホーム階 | 島式ホーム、到着番線に応じた側のドアが開く |                                                                                       |
| P ホーム階 | 南行急行線                                 | ← 定期列車なし                                                                        |
| P ホーム階 | 北行急行線                                 | → 定期列車なし                                                                        |
| P ホーム階 | 島式ホーム、到着番線に応じた側のドアが開く |                                                                                       |
| P ホーム階 | 北行緩行線                                 | → 96丁目駅行き（ブライトン・ビーチ駅）→                                               |
| M          | 改札階                                     | 改札口、駅員詰所、メトロカード自動券売機                                              |
| G          | 地上階                                     | 出入口                                                                                |

当駅は島式ホーム2面と緩行線・急行線2線ずつを有する2面4線の高架駅である。急行線は定期列車の設定がされていない。駅はブライトン線内において最もブライトンおよびコニー・アイランドの海岸に近い駅で、浜から駅までは約500フィート（約152メートル）しか離れていない。
駅には1996年にデボラ・マスターズにより製作されたアートワーク『Coney Island Reliefs』が設置されている。このアートワークは駅のコンクリート壁に128個のレリーフを使ってデザインされている。
駅の北側ではブライトン・ビーチ駅からの引上線2線が南北の緩行線と急行線の間に走っており、ニューヨーク市地下鉄内において唯一高架線で6線並んでいる区間となっている。引上線はブライトン・ビーチ駅手前で緩行線と急行線に接続している。

### 出入口
駅には2箇所の改札口があり、どちらもホーム階の下の改札階に位置する。駅の東端にある改札口は終日開いており、回転式改札機が設置されている。反対の西端にある改札口は無人で、回転式改札機および出場専用の改札機がある。
- 階段2つ、ブライトン・ビーチ・アベニューとブライトン1ロードの交差点北西[5]。
- 階段2つ、ブライトン・ビーチ・アベニューとブライトン1ロードの交差点南西[5]。
- 階段2つ、ウエスト・ブライトン・アベニューとオーシャン・パークウェイの交差点北西[5]。

## ギャラリー

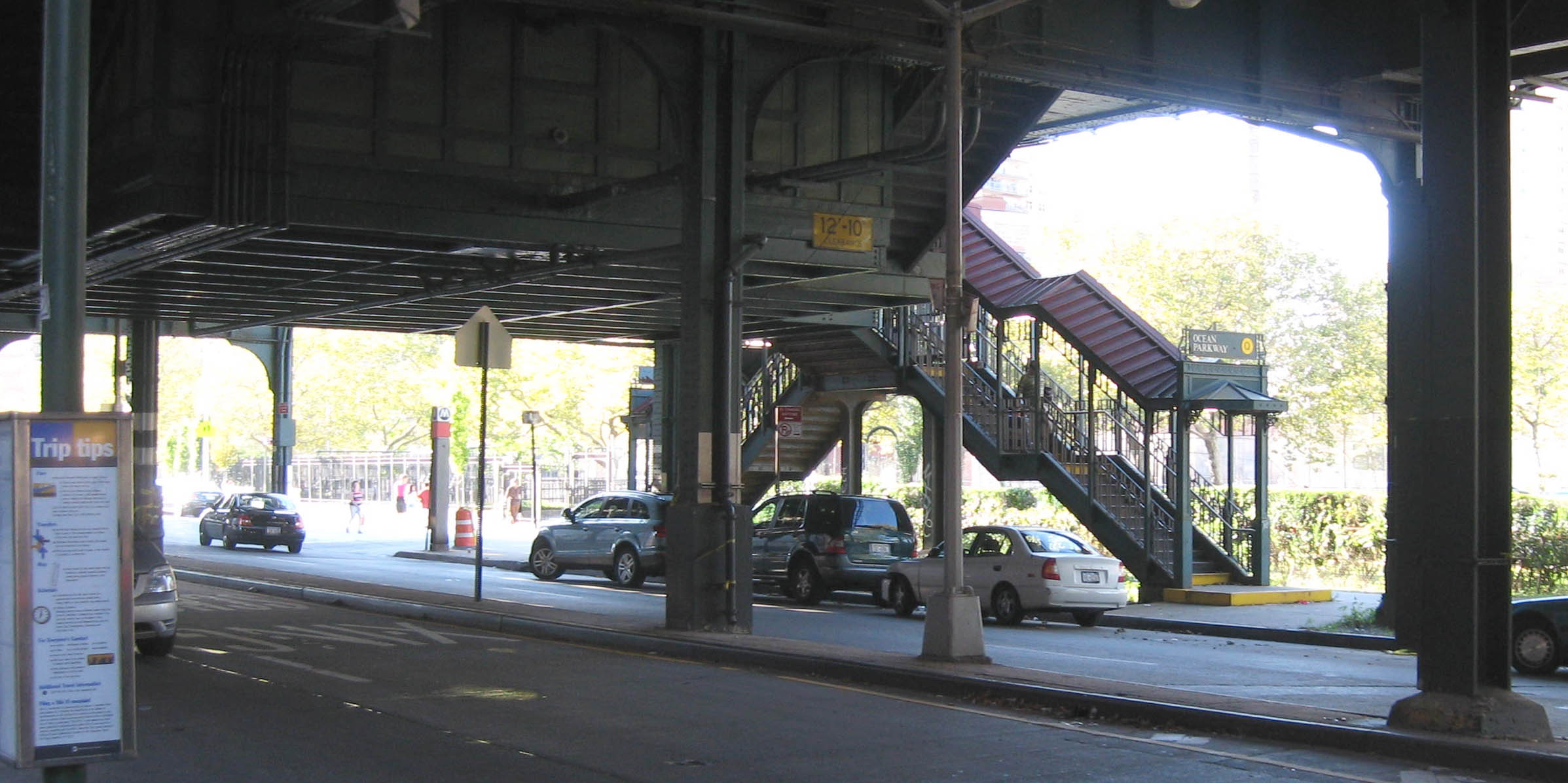
北出入口
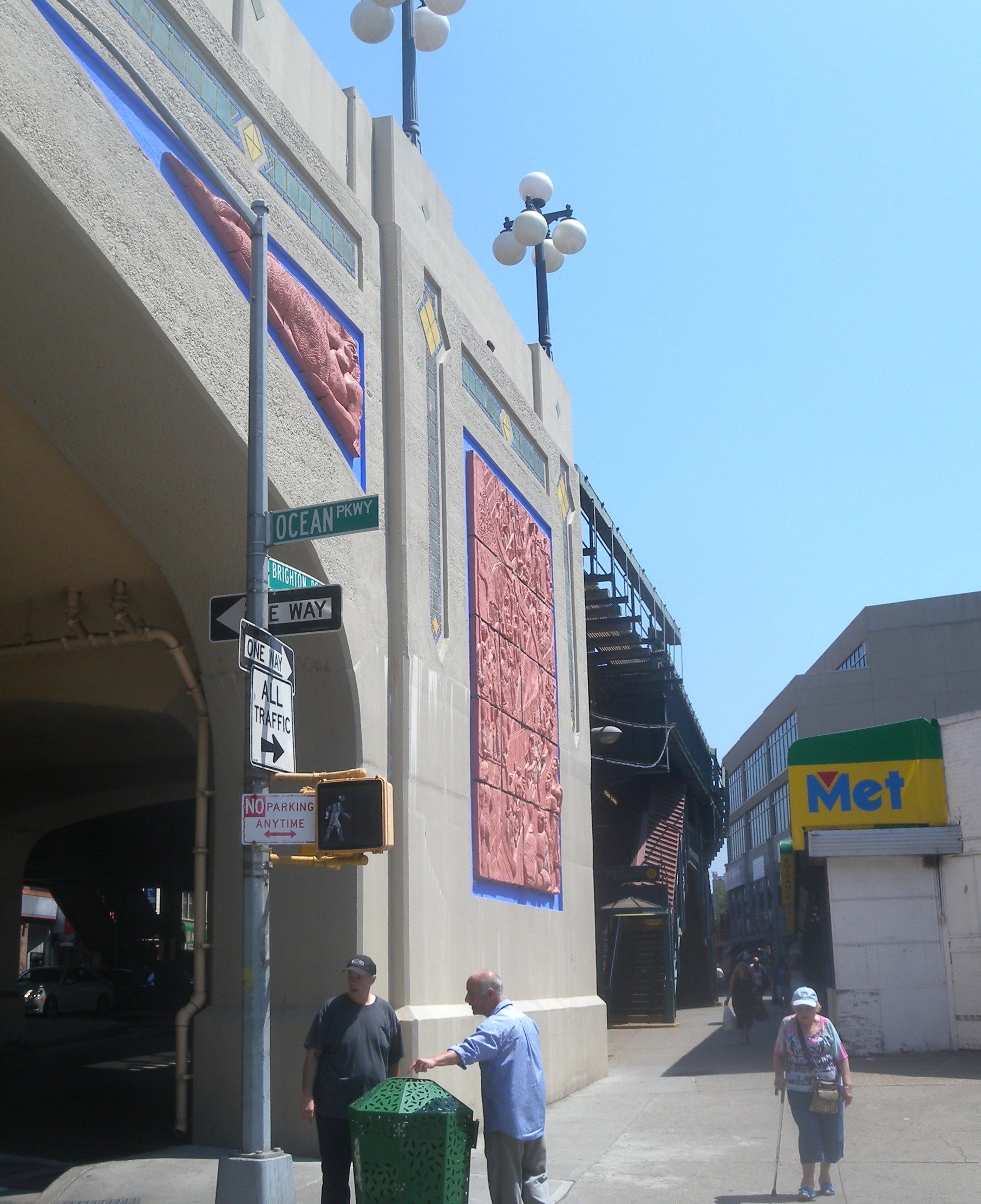
南出入口